# Tiroler Heimatpartei
Tiroler Heimatpartei (Partit de la Pàtria Tirolesa, THP) fou un partit polític regional, activo al Tirol del Sud del 1963 al 1968, d'inspiració liberal.
El partit fou creat el 1963 per Josef Raffeiner, secretari del Südtiroler Volkspartei (SVP) del 1945 al 1947 i senador del 1948 al 1958, com a escissió de l'ala més liberal i liberal-conservadora de SVP. A les eleccions legislatives de 1963 va obtenir vora el 4% dels vots sudtirolesos, i a les eleccions provincials de 1964 el 2,4% (Raffeiner fou escollit membre del Consell). Posteriorment, contràriament al que pretenia Raffeiner, s'escorà a la dreta i no es presentà més a les eleccions provincials.